# Zapora Alto Rabagão

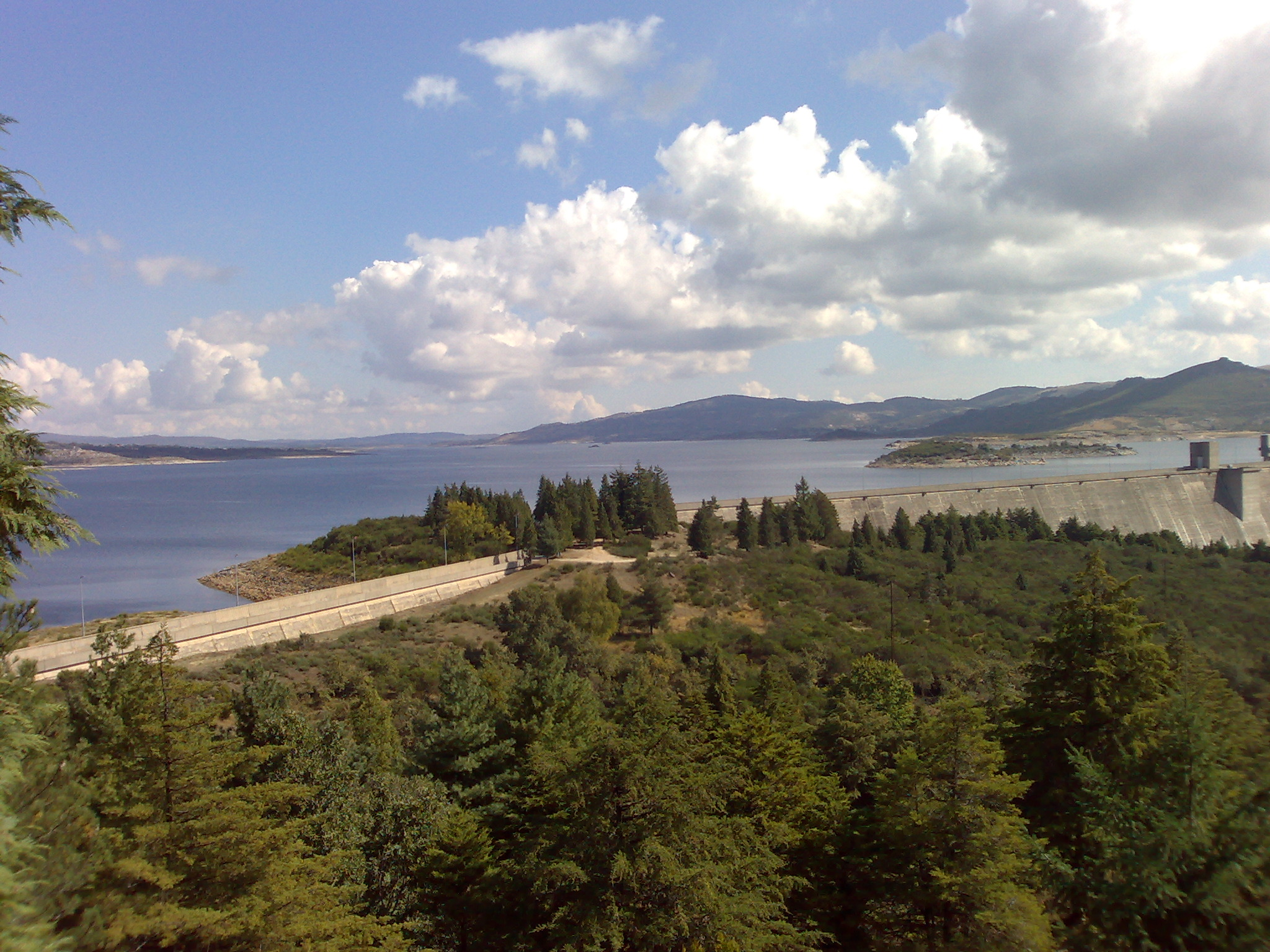
Zapora Alto Rabagão

Zapora Alto Rabagão (port. Barragem do Alto Rabagão, też: Barragem dos Pisões) – zapora wodna na Półwyspie Iberyjskim, na rzece Rabagão, w północnej Portugalii. Druga co do wielkości w tym kraju. Spiętrzone nią wody tworzą Zbiornik Alto Rabagão.

## Położenie
Zapora znajduje się w município Montalegre w dystrykcie Vila Real w Regionie Północnym. Przegradza tok rzeki Rabagão w dorzeczu Cávado.
Znajduje się w granicach Parku Narodowego Peneda-Gerês.

## Historia budowy
Budowę zapory i zbiornika wodnego rozpoczęto w 1958 r. Zapora została oddana do użytku w 1964 r.

## Konstrukcja
Ze względu na ukształtowanie terenu zapora ma złożoną konstrukcję: obok centralnej części, będącej lekką żelbetową zaporą łukową o podwójnej krzywiźnie, posiada również boczne skrzydła wzniesione w formie ciężkiej zapory grawitacyjnej. Podłoże stanowią granity i łupki. Zapora w części łukowej ma maksymalną wysokość ponad fundamentem 94 m, a w części ciężkiej – 59 m. Długość korony wynosi 1970 m. Objętość konstrukcji zapory wynosi 1,117 mln m³.
Łączna przepustowość dwóch przelewów powodziowych, usytuowanych w korpusie zapory, wynosi 500 m³/s, a upustów dennych 360 m³/s, co daje maksymalny przepływ powodziowy równy 860 m³/s. Średni roczny przepływ przez zaporę wynosi ok. 180 mln m³.

## Elektrownia wodna
Podziemna elektrownia wodna przy zaporze wyposażona jest w dwa zespoły odwracalnych turbin Francisa o łącznej mocy 68 MW, wykorzystujące spadek 130 m. W trybie pompowym zespoły pobierają wodę z niżej położonego zbiornika Venda Nova. Roczna produkcja energii elektrycznej wynosi 83 GWh. Dysponentem jest Companhia Portuguesa de Produção de Electricidade, S.A (CPPE).